# Самарское обозрение
«Сама́рское обозре́ние» — общественно-политическая и экономическая газета Самарской области, крупнейшее издание региона. Штаб-квартира редакции расположена в Самаре, улица Ерошевского, 3, 5-й этаж. Выходит по понедельникам.

## История
Первый выпуск общественно-политической газеты «Самарское обозрение» вышел свет в 1996 году. Учредителями газеты выступили основатели газеты — В. Ю. Лебедев, А. В. Фёдоров, М. Н. Матвеев, А. В. Бояркин, К. П. Ланге (49 %) и «Волго-камский коммерческий банк» (51 %). Название газеты и логотип придумал М. Н. Матвеев, концепцию и макет — В. Ю. Лебедев.
В 2003 году руководство издания трансформировало газету, сделав её более понятной читателям: появились отдельные тематические тетради.
17 ноября 2005 года «Самарское обозрение» начало выходить два раза в неделю.

### Подразделения
- В 2004—2016 годах в городе Тольятти совместно с тольяттинским изданием «Площадь Свободы» выпускался деловой, общественно-политический еженедельник «Постскриптум Тольятти»[1].

- С 2009 года вместе с «Самарским обозрением» в качестве ежемесячного приложения к газете стал выходить старейший в Самарской области деловой журнал — «ДЕЛО»[2].
- С апреля 2013 года у газеты «Самарское обозрение» и журнала «Дело» появилось единое мультимедийное цветное приложение для планшетов iOS и Android. Доступ к приложению бесплатный. К концу года аналогичное приложение стало доступно и на смартфонах.
- Новый информационный портал газеты «Самарское обозрение» oboz.info был запущен в 2021 году. В том же году портал стал самостоятельным официально зарегистрированным электронным средством массовой информации под собственным названием «Обозрение».
- Управлением и выпуском изданий OBOZ.INFO («Обозрение»), газеты «Самарское Обозрение» и журнала «Дело» с 2021 года руководит Объединённая редакция медиагруппы во главе с шеф-редактором А. Н. Гаврюшенко[3][4].